# Rhytidoponera carinata
Rhytidoponera carinata é uma espécie de formiga do gênero Rhytidoponera.